# نظریه دولت
نظریه دولت به تعاریف ممکن، پیدایش، اشکال، وظایف و اهداف احتمالی دولت و همچنین شرایط و محدودیت‌های نهادی، اجتماعی، اخلاقی و حقوقی آن می‌پردازد. نظریه‌های دولت، به عنوان زیرشاخه‌ای از فلسفه سیاسی و مصداق عینی و تجسمی از نظریه عمومی دولت، اغلب به مسائلی می‌پردازند که همزمان به چندین رشته علمی مجزا مربوط می‌شوند، از جمله: فلسفه، الهیات، علوم سیاسی، حقوق، جامعه‌شناسی و اقتصاد سیاسی.

## شرح مختصر
نظریهٔ دولت می‌تواند از رویکردهای بسیار متفاوتی نشأت بگیرد:
- از نظام‌های دولتی تاریخی یا فعلی، که به توصیف، مشروعیت‌بخشی یا نقد آنها می‌پردازد،
- از آرمان یک نظم سیاسی، مانند یک آرمان‌شهر (یوتوپیا)،
- از ساختارهای قدرت اقتصادی یا سیاسی-اجتماعی،
- از یک ایده اخلاقی، که از آن جمله حقوق بشر و تفکیک قوا مشتق می‌شود،
- از یک نظم از پیش تعیین‌شده، خواه «الهی»، مبتنی بر قانون طبیعی یا مورد توافق قراردادی.

بسته به دوران تاریخی و رویکرد نظری، کنش‌گران نظریهٔ دولت می‌توانند این‌ها باشند:
- فرمانروا (حاکم مطلق)،
- دولت به خودی خود به عنوان یک موجودیت انتزاعی،
- یک ملت،
- فرد،
- طبقه اجتماعی، یا
- مجموعهٔ واحدهای اقتصادی.

این سوژه‌ها به‌طور همزمان، ابژه‌های مطالعاتی نظریه‌های دولت نیز هستند، تا آنجا که آزادی‌های فردی و نظم در ساختار دولت به نحوری در نسبت با یکدیگر متعادل می‌شوند (یا باید بشوند): به عنوان مثال، به صورت یک دولت قدرت‌مدار، دولت قانون‌محور، دولت رفاه یا جامعه بی‌طبقه. همچنین موضوع بررسی و تأمل در این شاخه، مرزبندی و تخصیص وظایف و قوای مختلف دولتی — به عنوان مثال قوهٔ مقننه، مجریه و قضاییه - و نیز «توازن منافعِ» ممکن و واقعیِ گروه‌های مختلفی است که در درون دولت با هم زیست می‌کنند.

## واژگان
1. ↑  Rechtsstaat